# لينوكس (ماساتشوستس)
لينوكس هي مدينة في مقاطعة بيركشاير بولاية ماساتشوستس الأمريكية. تقع في ماساتشوستس الغربية، وهي جزء من بيتسفيلد، ماساتشوستس الإحصائية وضواحيها. وفي تعداد سنة 2000 كان عدد السكان 5,077 . حيث المدينة لها حدود مع ستوكبريدج  وهو موقع تانجليوود، المنزل الصيفي لبوسطن السيمفوني. ويشمل لينوكس «لينوكس الجديدة» قريتي لينوكسدالي. لينوكس هي وجهة السياحية خلال فصل الصيف، ولكن حالما ياتي أشهر الشتاء يذهب الزوار حتى اياتي فصل الصيف . 

## التاريخ

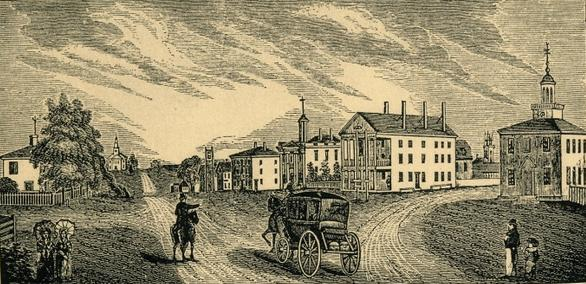
View of Lenox in 1839

ظلت منطقه البراري في الجبال الشرقية والغربية إلى القرن الثامن عشر. الأعمال العدائية أثناء الحروب الهندية والفرنسية تثبيط التسوية حتى عام 1750، عندما أنشأ جوناثان وسارة هينسدالي من هارتفورد، كونيتيكت نزل صغير ومخزن عام. انطلق في عام 1761 من مقاطعه هامبشر مزاد مقاطعة خليج ماساشوستس مساحات شاسعة من الأرض مقابل 10 بلدات في مقاطعة بيركشاير.
اشترى عميد جوشيا  ثمان قطع من الأراضي بقيمة 2250 جنيه استرليني و تضمنت هذه الأراضي  لينوكس وريتشموند. بعد تسوية  مطالبات الأراضي المتضاربة، ومع ذلك، فإنه ذهب إلى صمويل براون، الابن، الذي اشترى الأرض من ماكن كبير، شريطة أنه دفع 650 مليون جنيه إضافية. وقد تأسست ريتشموند في 1765. ولكن لأن بيركشيريس قسم المدينة إلى قسمين، قرية يوكونتاون (التي تحمل اسم لقائد الهندي) وقد انطلقت  لينوكس في عام 1767. المدينة كان يراد بها أن يسمى لينوكس، ربما بعد لينوكس تشارلز وديوك الثالثة من ريتشموند لينوكس (الغالية الاسكتلندية «ليمهناتشد»)، ولكن الاسم كان خطأ إملائي من كاتب في التأسيس.
وشملت أوائل الصناعات، الزراعة ومنشآت نشر الأخشاب، ومصانع النسيج وإنتاج البوتاس، والزجاج و المحاجر. المنطلق من ركاز الحديد أدى إلى حفر المناجم تحت البلدة، وإنشاء الحديد عن طريق  جوب جليبرت في 1780s وتعمل على لينوكس دايل، تعرف أيضا باسم لينوكس الفرن. في 1784، أصبحت لينوكس مقر المقاطعة، التي ظلت حتى عام 1868 عندما  تم تمريرها إلى بيتسفيلد. محكمة محافظة بني في 1816 وهي تعرف اليوم بمكتبة لينوكس.

## وصلات خارجية
- لينوكس
- لينوكس
- الغرفة لينوكس

‌